# Taeromys punicans
Taeromys punicans — вид пацюків (Rattini), що живе лише в центрі Сулавесі, Індонезія.

## Морфологічна характеристика
Довжина голови й тулуба 185 мм, довжина хвоста 156 мм, довжина лапи 42 мм. Шерсть коротка. Верхні частини коричневі або червонувато-бурі, посипані довшими волосками з чорнуватим кінчиком, а черевні частини коричнювато-жовті. Ноги коричневі. Хвіст коротший за голову і тіло, рівномірно чорнувато-бурий і тонко вкритий волоссям.

## Середовище проживання
Він був зафіксований у типовій місцевості Пінедапа в центральному Сулавесі, а також відомий з кількох субвикопних фрагментів з південно-західного півострова. У новішому дослідженні 2000 та 2001 років вид був знайдений у гірських лісах від 1500 до 2100 м над рівнем моря в національному парку Лоре Лінду. Він був зібраний в 1918 році в первинних низинних тропічних вічнозелених тропічних лісах. Невідомо, чи може вид зберігатися в змінених місцях існування. У більш недавньому дослідженні цей вид був знайдений у гірських хмарних лісах.

## Загрози й охорона
Для цього виду немає серйозних загроз, хоча йому може загрожувати втрата середовища проживання. Він був зафіксований у національному парку Лоре Лінду.